# Уязы
Уязы (баш. Өйәҙе — от диал. өйәҙе в переводе «долина») — река в России, впадает в Дёму в 363 км от её устья. Длина реки составляет 82 км, площадь водосборного бассейна — 1070 км². Протекает по территории Бижбулякского и Миякинского районов Башкортостана.
Высота устья — 136 м над уровнем моря.

## Притоки
Основные притоки (указано расстояние от устья):
- 8,7 км: Услы (лв)
- Ялга (лв)
- Тойзалга (лв)
- Яшелькуль (пр)
- Шатман (пр)
- 28 км: Зильдяр (лв)
- Белекейелга (лв)
- Слу (пр)
- Зирек (пр)
- 41 км: Сарбай (лв)
- 42 км: Сатыевка (лв)
- Башир (пр)
- 52 км: Курманай (пр)
- Саманай (пр)
- Ставон (пр)
- 57 км: Качеганка (лв)
- 61 км: Таукай
- 67 км: Каркала

Истоки реки находятся восточней деревни Смородиновка, далее протекает через деревни: Уязыбашево, Дубровка, Зидиган, Малые Каркалы, Качеганово, Новые Ишлы, Зильдярово, Шатмантамак, Яшелькуль, Карышево, Исламгулово, Азнаево.

## Достопримечательности
- Шатман-Тамакские курганы — 4 кургана, в 700 метрах к юго-востоку от деревни Шатман-Тамак, на ровном распахиваемом плато левого берега реки Уязы.
- Сатыевский курган — в 3 км выше деревни Сатыево, на правом распахиваемом берегу реки Уязы на небольшой возвышенности, напротив летней фермы.

## Данные водного реестра
По данным государственного водного реестра России относится к Камскому бассейновому округу, водохозяйственный участок реки — Дёма от истока до водомерного поста у деревни Бочкарёва, речной подбассейн реки — Белая (приток Камы). Речной бассейн реки — Кама.
Код объекта в государственном водном реестре — 10010201312111100024489.